# Schuchwäldchen

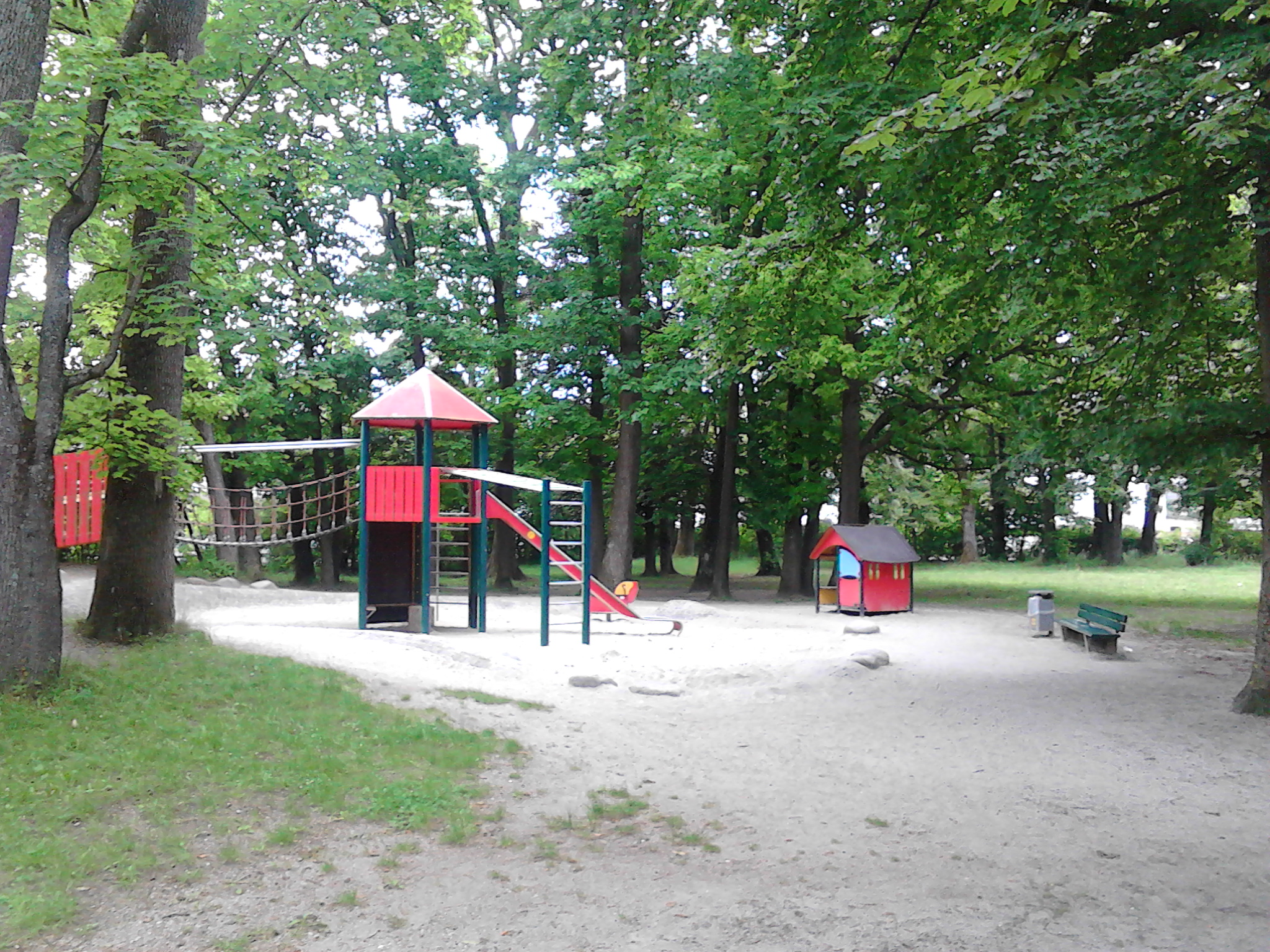
Spielplatz im Schuchwäldchen

Das Schuchwäldchen ist eine Grünanlage in München.

## Lage
Die Grünanlage liegt im Südwesten Münchens im Stadtteil Solln im Stadtbezirk 19 Thalkirchen-Obersendling-Forstenried-Fürstenried-Solln in einem Wohngebiet. Begrenzt wird sie von dem Straßendreieck Weltistraße – Wengleinstraße – Schuchstraße.

## Beschreibung
Die dreieckige Grünanlage hat eine Fläche von etwa 5000 Quadratmetern. Der größte Teil der Fläche ist mit Bäumen bestanden, unter anderem mit Walnussbäumen, was ihr eher den Charakter eines Wäldchens als eines Parks verleiht. In der Grünanlage gibt es einen Kinderspielplatz und eine zum Fußballspielen genutzte Wiese. Benannt ist das Wäldchen wie die angrenzende Straße nach dem österreichischen Maler Carl Schuch (1846–1903), der ab 1869 in München lebte und wirkte.